# Andrzej Żurowski
Andrzej Żurowski (ur. 24 września 1944 w Drohobyczu, zm. 5 stycznia 2013) – polski profesor nauk humanistycznych, krytyk literacki, teatrolog, dziennikarz i publicysta, reżyser i scenarzysta telewizyjny i filmowy.

## Życiorys

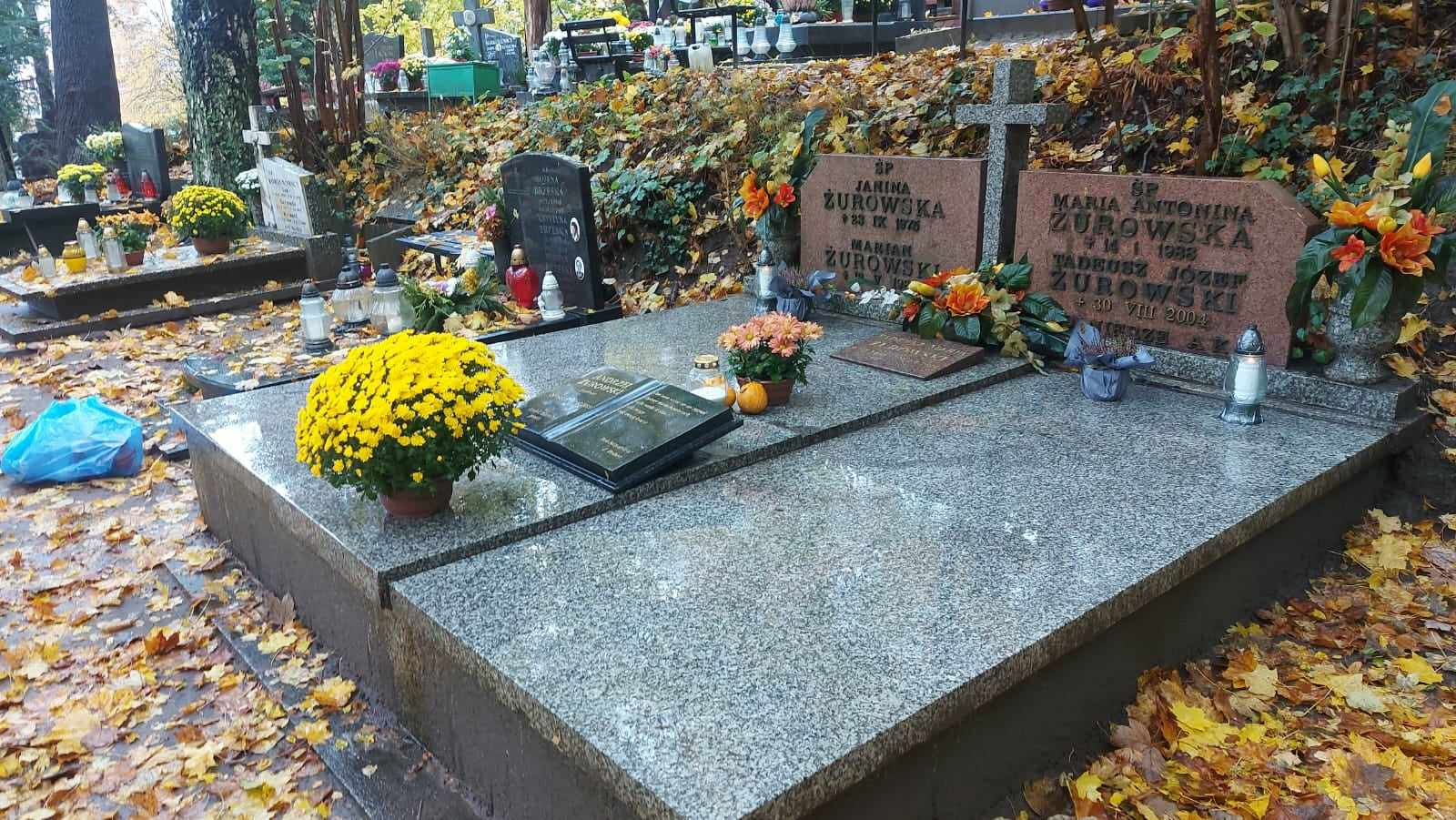

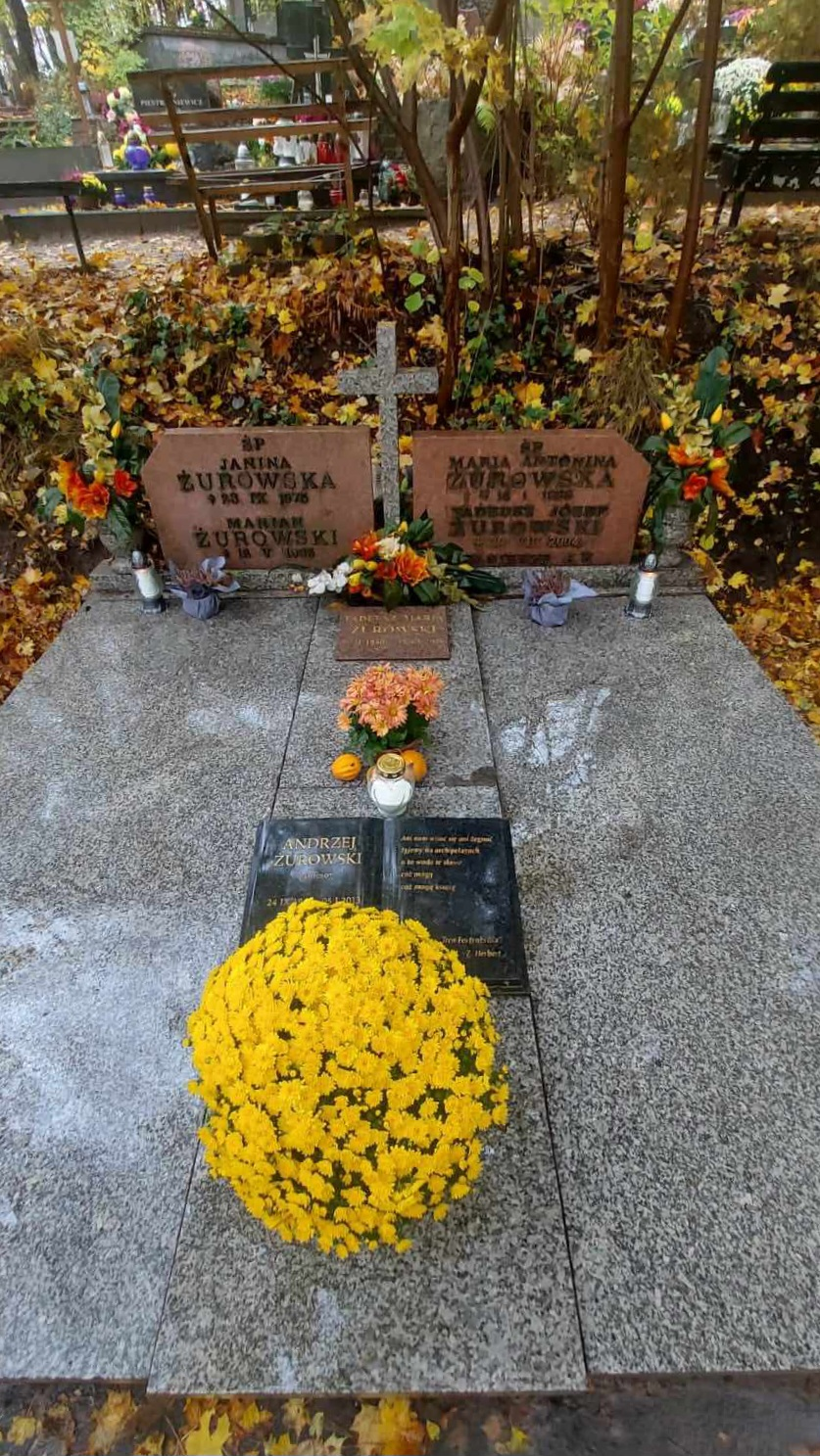

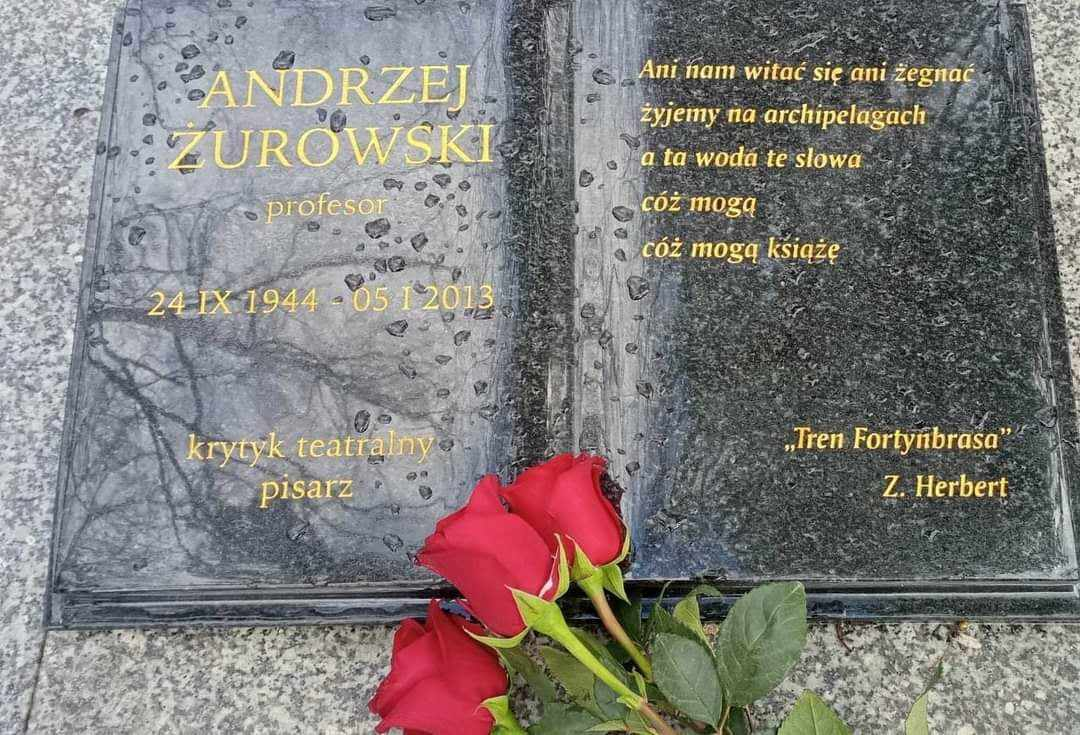

W 1945 roku, w ramach akcji repatriacyjnej, przeniósł się do Gdańska. Tam ukończył II Liceum Ogólnokształcące im. dr. Władysława Pniewskiego oraz w latach 1962–1967 studiował filologię polską w Wyższej Szkole Pedagogicznej w Gdańsku. W tym okresie związał się gdańskim Studiem Rapsodycznym, gdzie pełnił funkcję kierownika literackiego (1963–1966). Po zakończeniu studiów został zatrudniony w gdańskim oddziale Telewizji Polskiej, gdzie pracował do 2001 roku jako redaktor (1967–1973), kierownik Redakcji Teatru (1973–1981), zastępca Redaktora Naczelnego do Spraw Artystycznych (1981–1993), kierownik Redakcji Artystycznej (1987–1990) oraz komentator (1983–1987 oraz 1990–2001). Ponadto, w latach 1990–2000 był związany zawodowo z trójmiejskimi teatrami, pełniąc funkcję kierownika literackiego w Operze Bałtyckiej (1970–1972), Teatrze Muzycznym w Gdyni (1972–1973) oraz Teatrze Wybrzeże w Gdańsku (1991–1993), którym to był również konsultantem artystycznym (1999–2000).
Podczas pracy w Telewizji Polskiej zrealizował około dwudziestu filmów dokumentalnych poświęconych problematyce m.in. kulturowej Europy, Azji i Ameryki Południowej. Był również autorem szeregu programów, poświęconych tematyce teatralnej, takich jak Balet (1972–1973), Balet polski (1974), Zawsze teatr (1978–1983), Teatr polski, Wieczór w teatrze z Andrzejem Żurowskim (1983–1985), Teatr, czyli świat (1990–1994). Pisał scenariusze teatralne, libretta baletowe oraz adaptacje literackie. Sporadycznie reżyserował oraz zajmował się aktorstwem.
W 1973 roku na Uniwersytecie Gdańskim obronił doktorat (promotor: prof. Maria Janion). Jako adiunkt i starszy wykładowca prowadził na tej uczelni wykłady i seminaria na studiach dziennych (1975–1979), Podyplomowym Studium Wiedzy o Teatrze, Filmie i Telewizji (1986–1991) oraz Podyplomowym Studium Dziennikarskim (1995–1998). W 2002 roku uzyskał stopień doktora habilitowanego nauk humanistycznych w zakresie Literaturoznawstwa, specjalność: teatrologia. W tymże roku otrzymał również stanowisko profesora nadzwyczajnego Akademii Pomorskiej w Słupsku oraz Wyższej Szkoły Międzynarodowych Stosunków Gospodarczych i Politycznych w Gdyni. Na pierwszej z uczelni pełnił funkcję dyrektora Instytutu Polonistyki (2003–2008), zaś na drugiej – kierownika Katedry Historii Kultury Europejskiej (do 2005). Wykładał także na Akademii Sztuk Pięknych w Gdańsku oraz gościnnie na uczelniach na Litwie, w Czechach, Iranie, Kanadzie i Stanach Zjednoczonych. Prowadził Seminaria dla Krytyków Teatralnych w Grenoble (1991), Montevideo (1994) i Amsterdamie (2000), a od 2002 roku był konsultantem naukowym International Biographical Centre w Cambridge. W 2004 roku nadano mu tytuł naukowy profesora nauk humanistycznych.
Opublikował dwadzieścia pięć książek naukowych, eseistycznych i literackich. Redagował również książki i periodyki naukowe o tematyce teatralnej, zarówno w Polsce i za granicą. Publikował artykuły poświęcone teatrowi współczesnemu w Polsce i na świecie oraz historii teatru (studia, rozprawy, szkice, eseje, artykuły przekrojowe, recenzje) w periodykach polskich i zagranicznych, takich jak Autograf, Dialog, Kultura, Literatura, Notatnik Teatralny, Polityka, Przegląd, Słupskie Prace Filologiczne, Studia Europejskie, Teatr, Tu i Teraz, Wiadomości Kulturalne, Życie Literackie oraz wydawanych w Mołdawii, Wielkiej Brytanii, Holandii, Meksyku, Kanadzie, Chorwacji, USA, Rosji, Finlandii, Korei oraz we Włoszech i na Węgrzech. Blisko połowa publikacji dotyczy twórczości Williama Shakespeare’a, zajmował się również osobą Heleny Modrzejewskiej.
W latach 1981–2001 sprawował funkcję wiceprezesa Międzynarodowego Stowarzyszenia Krytyków Teatralnych (IATC) działającego pod auspicjami UNESCO, w 1994 roku otrzymując dożywotni tytuł honorowego wiceprezesa Stowarzyszenia. Ponadto był członkiem Klubu Krytyki Teatralnej Stowarzyszenia Dziennikarzy Polskich (do 1982 roku), a następnie Stowarzyszenia Dziennikarzy RP, gdzie w latach 1979–1982 pełnił funkcję wiceprezesa, w latach 1982–2000 prezesa, a od 2000 roku był dożywotnim prezesem honorowym. Należał do ZAiKS (od 1972 roku), Międzynarodowego Instytutu Teatralnego (od 1976 roku) oraz Związku Literatów Polskich (od 1977 roku). Był wiceprezesem Fundacji Theatrum Gedanense (1989–1994) oraz Polskiego Towarzystwa Szekspirowskiego (1992–1995). W latach 2002–2003 był Pełnomocnikiem Wojewody Pomorskiego ds. Kultury.
Był jurorem, selekcjonerem i doradcą artystycznym licznych festiwali teatralnych w Polsce i za granicą. W latach 2005–2010 pełnił funkcję dyrektora artystycznego światowego festiwalu monodramu szekspirowskiego ArmMono w Erywaniu, był również wieloletnim konsultantem artystycznym Międzynarodowego Festiwalu Szekspirowskiego w Gdańsku.
Dwukrotnie żonaty. Od 1988 był mężem Magdy z domu Oller. Ojciec Alicji (z pierwszego małżeństwa) oraz Kai Żurowskiej-Giers (ps. Leli Valeska) i Rafała Tadeusza.

Przez ostatnie 20 lat życia mieszkał w Gdyni. Został pochowany na gdańskim cmentarzu Srebrzysko (rejon I-taras II-1-58).  

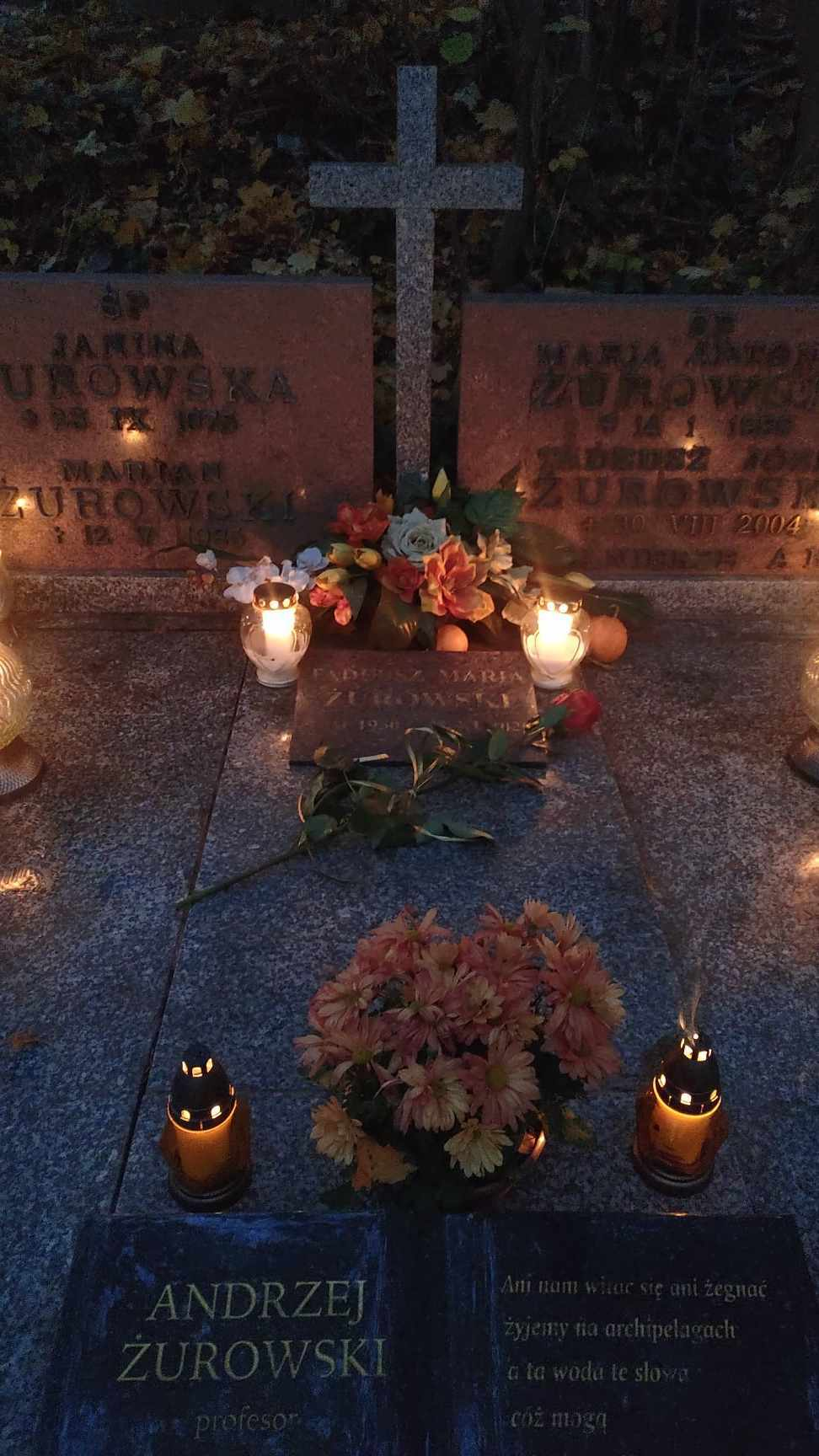
Grobowiec Andrzeja Żurowskiego

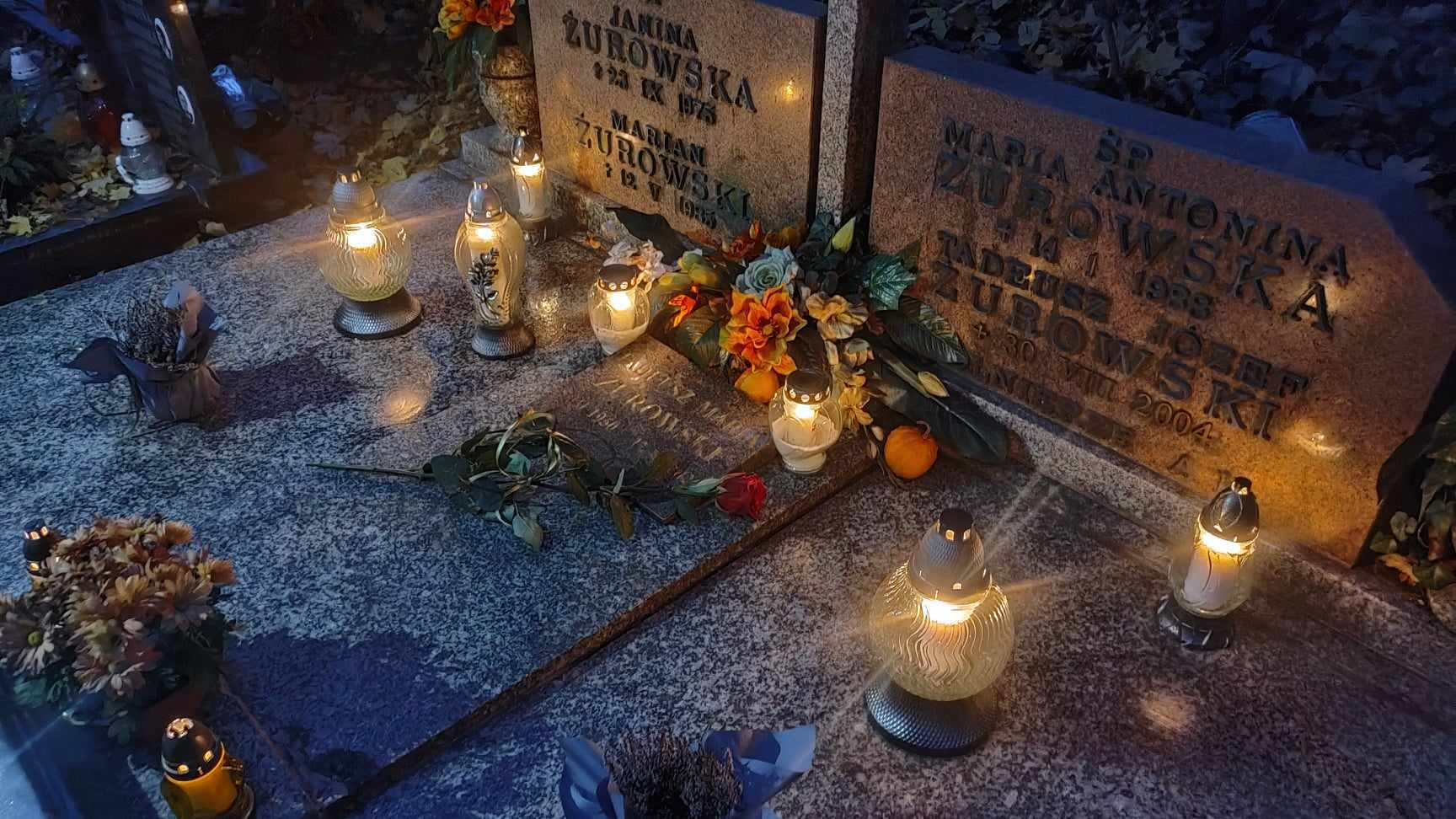

## Wybrane publikacje
- Szekspiriady polskie (1976)
- Myślenie Szekspirem (1983)
- Hebanowski: monografia artystyczna (1984)
- Zasoby i sposoby: przegląd dramaturgii polskiej: 1970–1984 (1988)
- Demon? błazen? cynik?, czyli Żywot sceniczny Ryszarda III Williama Szekspira w teatrze polskim (2000)
- Szekspir w cieniu gwiazd (2001)
- Szekspir – ich rówieśnik (2003)
- Szekspir i Wielki Zamęt (2003)
- Prehistoria polskiego Szekspira (2007)
- Sam z Szekspirem na scenie: o monodramie szekspirowskim (2007)
- MODrzeJEwSKA. ShakespeareStar (2010)
- Teatr, czyli Świat: rozmowy z artystami sceny o jej minionej epoce (2011)

## Ordery i odznaczenia
- Krzyż Kawalerski Orderu Odrodzenia Polski (2004)
- Złoty Krzyż Zasługi (1988)
- Medal 40-lecia Polski Ludowej (1984)
- Srebrny Medal „Zasłużony Kulturze Gloria Artis” (2009)[4]
- Odznaka „Zasłużony Działacz Kultury” (1978)
- Odznaka „Za Zasługi dla Gdańska” (1980)
- Złoty Medal Kultury Republiki Armenii (2010)

## Nagrody i wyróżnienia
- Nagroda Klubu Krytyki Teatralnej Stowarzyszenia Dziennikarzy Polskich (1970, 1977, 1988)
- Złoty Ekran (1973)
- Nagroda Wojewody Gdańskiego (1981, 1984, 1997)
- Nagroda im. Edwarda Csató (1984)
- Nagroda Tygodnika „Fakty” (1984)
- Nagroda Prezydenta Miasta Gdańska w Dziedzinie Kultury (1987)
- Nagroda Stowarzyszenia Dziennikarzy RP za całokształt twórczości krytyczno-teatralnej(1991)
- Nagroda Gdańskiego Towarzystwa Przyjaciół Sztuki (1987, 1996, 2007)
- Nagroda Prezydenta Miasta Gdyni (2002)
- Nagroda im. Wojciecha Bogusławskiego za Teatralną Książkę Roku (2002)
- Nagroda Prezydenta Miasta Gdańska w Dziedzinie Kultury z okazji jubileuszu 40-lecia pracy twórczej (2004)[5]

Źródło:.

## Upamiętnienie
Od 2014 roku w Gdyni odbywa się Ogólnopolski Konkurs im. Andrzeja Żurowskiego na Recenzje Teatralne dla Młodego Krytyka.